# Titusville (Florida)
Titusville és una població dels Estats Units, seu del comtat de Brevard, a l'estat de Florida. Segons el cens de l'1 de juliol de 2018 tenia 46 497 habitants. La seva proximitat al Centre Espacial Kennedy fa que s'hi acosti molta gent per veure-hi els llançaments del transbordador espacial.

## Demografia
Segons el cens del 2000, Titusville tenia 40.670 habitants, 17.200 habitatges, i 11.094 famílies. La densitat de població era de 738,6 habitants/km².
Dels 17.200 habitatges en un 26,7% hi vivien nens de menys de 18 anys, en un 47,9% hi vivien parelles casades, en un 12,6% dones solteres, i en un 35,5% no eren unitats familiars. En el 29,9% dels habitatges hi vivien persones soles el 13,9% de les quals corresponia a persones de 65 anys o més que vivien soles. El nombre mitjà de persones vivint en cada habitatge era de 2,32 i el nombre mitjà de persones que vivien en cada família era de 2,86.
Per edats la població es repartia de la següent manera: un 22,9% tenia menys de 18 anys, un 6,9% entre 18 i 24, un 26,2% entre 25 i 44, un 23,2% de 45 a 60 i un 20,8% 65 anys o més.
L'edat mediana era de 41 anys. Per cada 100 dones de 18 o més anys hi havia 87,1 homes.
La renda mediana per habitatge era de 35.607 $ i la renda mediana per família de 42.453 $. Els homes tenien una renda mediana de 36.076 $ mentre que les dones 23.998 $. La renda per capita de la població era de 18.901 $. Entorn del 9,3% de les famílies i el 12,4% de la població estaven per davall del llindar de pobresa.

## Poblacions més properes
El següent diagrama mostra les poblacions més properes.